# 齊文公
齊文公（？—前804年），姜姓，名赤，齊厲公之子。齊厲公昏憒暴虐，齊人痛恨之，聯絡齐胡公之子殺死厲公。胡公之子皆戰死，齊人擁立厲公之子赤即位，是為齊文公。齊文公把參與殺厲公的七十人全部處死，長達四十餘年的宮廷內亂結束。文公十二年卒，子成公脫立。